# Elias Granath
Elias Granath (* 6. September 1985 in Falun, Schweden) ist ein schwedischer Eishockeyspieler (Verteidiger), der zuletzt bei den Schwenninger Wild Wings in der DEL unter Vertrag stand.

## Karriere
Elias Granath spielte in der Jugend für den HC Dobel. Ab 2001/02 spielte für die U18- und U20-Mannschaften von Leksands IF. In der folgenden Saison wurde er an Borlänge HF in die Division 1, die dritthöchste Spielklasse in Schweden, ausgeliehen. In dieser Saison wurde er erstmals in die U18-Nationalmannschaft berufen und nahm an der U18-Weltmeisterschaft teil. In der Saison 2003/04 spielte er in der U20-Mannschaft und wurde regelmäßig in der A-Mannschaft von Leksands in der Elitserien, der höchsten Spielklasse, eingesetzt. Nominierungen für die U19- und U20-Nationalmannschaften folgten; 2005 nahm er an der U20-Weltmeisterschaft teil.
Ab der  Saison 2009/10 spielte Granath für Timrå IK; in der Saison 2011/12 war er deren Mannschaftskapitän. Die Saison 2012/13 schnürte er die Schlittschuhe für Djurgården Stockholm.
Zur Saison 2013/14 wechselte er zum deutschen Club Schwenninger Wild Wings in die DEL. Nach dem enttäuschenden Saisonverlauf der Wild Wings gaben diese am Ende der Saison 2014/2015 bekannt, dass mehrere Spieler, u. a. Granath, keinen neuen Vertrag mehr erhalten werden.

### International
Elias Granath nahm 2003 an der U18-Weltmeisterschaft und 2005 an der U20-Weltmeisterschaft teil.

## Karrierestatistik
(Legende zur Spielerstatistik: Sp oder GP = absolvierte Spiele; T oder G = erzielte Tore; V oder A = erzielte Assists; Pkt oder Pts = erzielte Scorerpunkte; SM oder PIM = erhaltene Strafminuten; +/− = Plus/Minus-Bilanz; PP = erzielte Überzahltore; SH = erzielte Unterzahltore; GW = erzielte Siegtore; 1 Play-downs/Relegation; Kursiv: Statistik nicht vollständig)